# Thomas Chilton
Thomas Chilton (* 30. Juli 1798 bei Lancaster, Garrard County, Kentucky; † 15. August 1854 in Montgomery, Texas) war ein US-amerikanischer Politiker. Zwischen 1827 und 1835 vertrat er zweimal den Bundesstaat Kentucky im US-Repräsentantenhaus.

## Werdegang
Thomas Chilton besuchte die öffentlichen Schulen in Paris. Nach einem anschließenden Jurastudium und seiner Zulassung als Rechtsanwalt begann er in Owingsville in seinem neuen Beruf zu praktizieren. Gleichzeitig schlug er eine politische Laufbahn ein. Im Jahr 1819 wurde er in das Repräsentantenhaus von Kentucky gewählt. Damals verlegte er seinen Wohnort nach Elizabethtown.
Nach dem Tod des Kongressabgeordneten William Singleton Young kam es im elften Wahlbezirk zu Nachwahlen, die zunächst John Calhoon gegen Chilton gewann. Da es aber zu Unregelmäßigkeiten gekommen war, wurde die Wahl wiederholt. Diesmal siegte Chilton, der am 22. Dezember 1827 sein neues Mandat im Kongress antrat. Nach einer Wiederwahl bei den regulären Wahlen des Jahres 1828 konnte Chilton bis zum 3. März 1831 seinen Distrikt im US-Repräsentantenhaus vertreten. Bei den Wahlen des Jahres 1830 wurde er nicht bestätigt. Damals war er ein Anhänger von Andrew Jackson. Er wurde Mitglied in dessen Demokratischer Partei.
Anfang der 1830er Jahre überwarf sich Chilton mit Jackson und dessen Partei. Nach seinem Ausscheiden aus dem Kongress praktizierte er zunächst wieder als Anwalt. Im Jahr 1832 war er Wahlmann bei den Präsidentschaftswahlen. Dabei stimmte er für Henry Clay, der erfolglos gegen Präsident Jackson kandidierte. Bei den Kongresswahlen des Jahres 1832 wurde Chilton als Kandidat kurzlebigen National Republican Party im sechsten Bezirk von Kentucky in das US-Repräsentantenhaus in Washington, D.C. gewählt, wo er am 4. März 1833 die Nachfolge von Joseph Lecompte antrat. Da er im Jahr 1834 auf eine erneute Kandidatur verzichtete, konnte er bis zum 3. März 1835 nur eine weitere Legislaturperiode im Kongress absolvieren. Diese war von den heftigen Diskussionen um die Politik Jacksons bestimmt. Dabei ging es um die umstrittene Durchführung des Indian Removal Act, die Nullifikationskrise mit dem Staat South Carolina und die Bankenpolitik.
Nach seinem endgültigen Ausscheiden aus dem Kongress arbeitete Chilton zunächst wieder als Anwalt. Außerdem wurde er auf kirchlichem Gebiet aktiv. Er zog nach Talladega in Alabama. In seinem neuen Heimatstaat leitete er 1841 eine Konferenz seiner Baptistenkirche, die in Montgomery stattfand. Schließlich gab er zu Gunsten seiner religiösen Tätigkeiten seinen Anwaltsberuf auf. Seit 1851 arbeitete er als Geistlicher in Houston und später in Montgomery (Texas). Dort ist er im Jahr 1854 auch verstorben.
Thomas Chilton gilt als Co-Autor der Memoiren seines Freundes David Crockett. Er war der Großvater von Horace Chilton (1853–1932), der zwischen 1891 und 1901 zweimal den Staat Texas im US-Senat vertrat. Er war außerdem der Schwiegervater des Kongressabgeordneten Franklin Welsh Bowdon (1817–1857) aus Alabama.